# Pandanales
Ordre
Classification APG III (2009)
Les Pandanales sont un ordre de plantes monocotylédones.
En classification classique de Cronquist (1981) il ne comprend qu'une famille :
- Pandanacées

En classification phylogénétique APG (1998) la composition de cet ordre comprend plusieurs familles :
- ordre Pandanales
- : famille Cyclanthaceae
- : famille Pandanaceae
- : famille Stemonaceae
- : famille Velloziaceae

En classification phylogénétique APG II (2003) et classification phylogénétique APG III (2009) la circonscription est un peu modifiée :
- ordre Pandanales
- : famille Cyclanthaceae
- : famille Pandanaceae
- : famille Stemonaceae
- : famille Triuridaceae
- : famille Velloziaceae